# Michael Junker (Fußballspieler)
Michael Junker (* 2. September 1968 in Lobenstein) ist ein ehemaliger deutscher Fußballspieler und heutiger -trainer.

## Sportliche Laufbahn

### Vereinskarriere
Michael Junker debütierte in der Wendesaison 1989/90 in der höchsten Spielklasse des DDR-Fußballs beim FC Carl Zeiss Jena. Durch die vom DFV geschaffene Möglichkeit einer Gastspielgenehmigung für Oberligaanschlusskader in der zweitklassigen Liga konnte der 1,81 Meter große Mittelfeldspieler 1989/90 zunächst bei der BSG Motor Suhl nach seiner Rückkehr zum FCC von der BSG Jenaer Glaswerk die nötige Wettkampfpraxis vor seinem persönlichen Aufstieg in die ostdeutsche Eliteliga erwerben.
In der letzten eigenständigen Saison des ostdeutschen Erstligafußballs half er in elf Spielen (ein Tor) dabei mit, dass sich die Zeiss-Fußballer direkt für die Premierensaison der gesamtdeutschen 2. Bundesliga qualifizieren konnten. In der 2. Bundesliga wurde Junker aber nicht mehr eingesetzt und er beendete im Sommer 1992 mit erst 23 Jahre seine Profilaufbahn.

### Auswahleinsätze
Sein Talent macht den jungen FCC-Akteur auch für die Auswahlverantwortlichen des DFV interessant. Bei der Jugend-EM belegte er im Sommer 1985 als Teil der ostdeutschen U-16 den 4. Platz. Im Folgespieljahr lief er auch in der DDR-U-17-Nationalelf auf. Mit der DDR-U-18-Auswahl errang er 1986 in Nordkorea den 2. Rang bei den Jugendwettkämpfen der Freundschaft.

## Trainerlaufbahn
Seinem Stammverein FC Carl Zeiss Jena blieb er auch als Trainer verbunden, coachte unter anderem die 2. Mannschaft von 2004 bis 2011. Im Ernst-Abbe-Sportfeld war Michael Junker später auch als Co-Trainer für die U-19 verantwortlich. Seit 2012 betreut er die 1. Mannschaft des SC 1903 Weimar in der Thüringenliga.